# Jeffrey Meek
Jeffrey William Meek (ur. 11 lutego 1959 w Fairfield) – amerykański aktor teatralny, telewizyjny i filmowy.

## Życiorys
Urodzony w Fairfield w Kalifornii jako najmłodszy z czwórki dzieci nauczycielki szkoły podstawowej Elleen i emerytowanego zwierzchnika głównych sierżantów Jamesa Meeka. W okresie dzieciństwa wraz z rodziną mieszkał w Zweibrücken (Niemcy), w stanach Michigan i Teksas, w Nowym Jorku i San Francisco. Uczęszczał do szkoły średniej Arlington High School w Riverside w Kalifornii, gdzie uprawiał takie sporty jak tenis, piłka nożna, koszykówka i baseball. W latach 1979–1983 studiował na wydziale dramatycznym na University of California przy Irvine. Przeniósł się potem do Nowego Jorku, gdzie rozpoczął karierę na scenie Broadwayu. Z czasem zdobył czarny pas w Taekwondo i Aikido. W latach 80. założył zespół rockowy Crime.
Po raz pierwszy na srebrnym ekranie zabłysnął rolą Quinna McCleary w operze mydlanej CBS Search for Tomorrow (1984–1986). Następnie powrócił do Kalifornii. Na małym ekranie zaimponował swoimi umiejętnościami japońskiej walki wręcz w kręconym na Hawajach telefilmie i serialu Raven (1992–1993), gdzie zagrał tytułową rolę wychowywanego przez mnichów Jonathana Ravena, który pragnie pomścić śmierć swoich rodziców zamordowanych przez Czarne Smoki – legendarną organizację zabójców, na usługach mafii. W opartym na podstawie gry komputerowej serialu o zmaganiach wojowników Mortal Kombat reprezentujących królestwa dobra i zła Mortal Kombat: Porwanie (Mortal Kombat: Conquest, 1998−1999) wystąpił w podwójnej roli jako bóg piorunów Raiden i najwyższy antagonista Shao Kahn.
We wrześniu 2006 roku w operze mydlanej CBS As the World Turns objął rolę Craiga Montgomery, którą wcześniej odtwarzali: Scott Bryce (1982–1987, 1990–1994) i Hunt Block (2000−2005). Odszedł z obsady tego serialu w 2007 roku.

## Życie prywatne
W 1984 roku wziął ślub, by po siedmiu miesiącach się rozwieść. Jednak po latach ponownie się ożenił i zamieszkał w Los Angeles.

## Filmografia

### Filmy fabularne
- 1989: Johnny Przystojniak (Johnny Handsome) jako Earl
- 1989: Zimowi ludzie (Winter People) jako Cole Campbell
- 1990: Związek przeszczepionych serc (Heart Condition) jako Graham
- 1990: Zapach cyklonu (Night of the Cyclone) jako Adam
- 1994: The St. Tammany Miracle jako Ks. Thomas Mullberry
- 2000: Vice jako Taylor Williams
- 2004: Wielkie życie (Beyond the Sea) jako
- 2005: Połamania nóg! (Break a Leg) jako Barry Daniels

### Filmy TV
- 1988: Remo Williams jako Remo Williams
- 1991: The Brotherhood jako Salvatore
- 1992: Raven (Raven: Return of the Black Dragons) jako Jonathan Raven
- 1995: Dazzle jako Tony 'Gabe' Gabriel
- 1997: Ostatni skok: Historia Grega Louganisa (Breaking the Surface: The Greg Louganis Story) jako Tom Barrett
- 1998: Wizjoner (Babyraub – Kinder fremder Mächte) jako Philip Devlin
- 2001: Nie jestem aniołem (She’s No Angel) jako Jackie Furst
- 2000: Kryptonim Feniks (Code Name Phoenix) jako Jake Randall

### Seriale TV
- 1984–1986: Search for Tomorrow jako Quinn McCleary
- 1989: Policjanci z Miami (Miami Vice) jako Roberto Enriquez
- 1991: The Exile jako John Stone/John Phillips
- 1992–1993: Raven jako Jonathan Raven
- 1998−1999: Mortal Kombat: Porwanie (Mortal Kombat: Conquest) jako Lord Rayden/Shao Kahn
- 1999: Herkules (Hercules: The Legendary Journeys) jako Vlad Impaler
- 2000: Portret zabójcy (Profiler) jako agent Gerald Linden
- 2000: Kameleon (The Pretender) jako agent Gerald Linden
- 2002: Szpital miejski (General Hospital) jako wielebny Thomas Dade
- 2002: Czarodziejki (Charmed) jako Dane
- 2006–2007: As the World Turns jako Craig Montgomery
- 2011: Zabójcze umysły jako Robert Bremmer
- 2013: Castle jako Ronald Hooper